# Hospital Heliópolis
El Hospital Heliópolis, también llamado Complexo Hospitalar Heliópolis, es un hospital público del estado de São Paulo. Está ubicado en rua Cônego Xavier, 276 en Cidade Nova Heliópolis, en la zona sureste de la ciudad de São Paulo. Cuenta con 330 camas, 94 camas de Cirugía General, 40 camas de Medicina Interna, 32 camas de Neurocirugía, etc.  El hospital cubre la población de la zona sureste de São Paulo y los municipios de Santo André, São Bernardo do Campo, São Caetano do Sul, Diadema y Mauá, además de pacientes provenientes de otras regiones del país. Se reciben 12.000 visitas al mes en urgencias.

## Historia
Creado en 1969, el Hospital Heliópolis surgió como parte integral del Instituto Nacional del Seguro Social de Brasil (sigla INAMPS). Dependiente del gobierno federal, pasó a depender del estado de São Paulo en 1989.  Durante muchos años fue un centro de prácticas para estudiantes de la Facultad de Medicina del ABC .
En 2017, el Hospital Heliopólis y la Universidad Municipal de São Caetano do Sul (USCS) firmaron un convenio para la realización de prácticas de estudiantes de medicina de 5º y 6º año como campo de pasantía.
Según Abrão Rapoport, director técnico del hospital y profesor titular de cirugía de cabeza y cuello en la Universidad de São Paulo, la oncología es el buque insignia del hospital, con especial incidencia en tumores de cabeza, cuello y tracto gastrointestinal.

#### Radiología y radioterapia

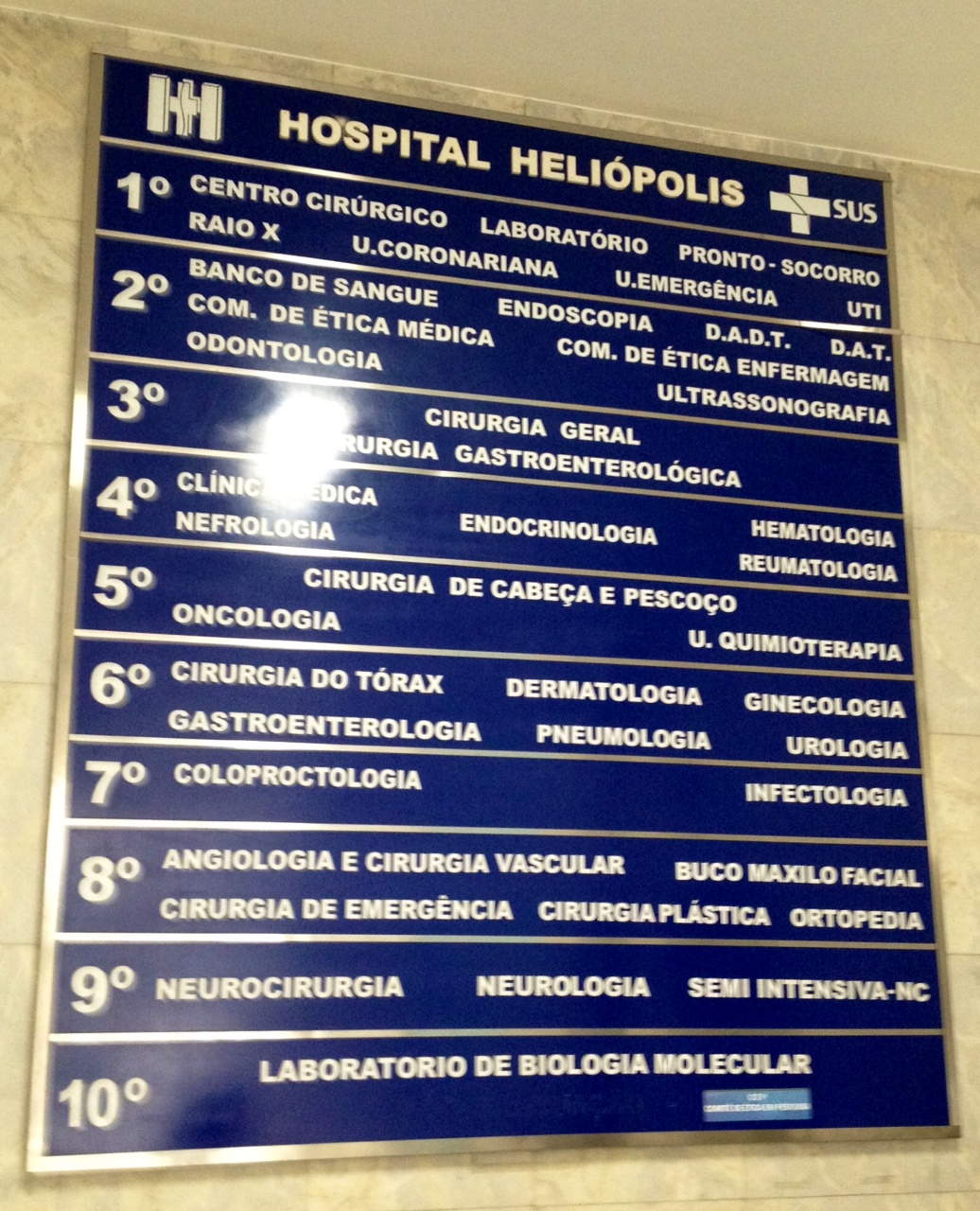
Especialidades del hospital.

En 2014, el Hospital Heliópolis pasó a formar parte de la Red Hebe Camargo de Combate contra el Cáncer y estrenó un nuevo centro de radiología y radioterapia. Se invirtieron R$ 17,8 millones de reales en el nuevo servicio, que cuenta con Resonancia Magnética de 1,5 Tesla, 2 tomógrafos multicorte (64 y 16 canales), PET-CT (Tomografía por Emisión de Positrones), 2 máquinas de rayos X convencionales, rayos X controlados remotamente, mamografía, equipos de radiodiagnóstico dental, densitometría ósea y ultrasonido. Su capacidad máxima mensual es de 2 000 tomografías computarizadas, 800 resonancias magnéticas y 150 tomografías computarizadas con material radiactivo. 
Es un hospital centrado en la atención oncológica. En concreto, es hoy el cuarto hospital con mayor puntuación en la investigación de Datafolha. Sólo superado por dos hospitales privados.
En Scielo hay más de 1.000 citaciones y en BIREME hay más de 120 citaciones sobre investigaciones realizadas en el hospital. El Sector de Oncología y Biología Molecular participó del Proyecto Genoma del Cáncer Humano en colaboración con otros grandes hospitales de São Paulo con pacientes y extracción de ADN en el propio hospital. 
Se calcula que tiene digitalizadas más de 20 000 historias clínicas de los pacientes atendidos en el Hospital Heliópolis desde 1977. Los expedientes pertenecen al Centro de Investigaciones de Cabeza y Cuello de la entidad y son utilizados para investigaciones médicas, incluso por estudiantes de maestría y doctorado. El Centro de Investigación de Cuello y Cabeza del Hospital Heliópolis atiende alrededor de 600 pacientes por mes y cuenta con aproximadamente 30 profesionales, que se beneficiarán del proyecto en alianza con el Centro Universitario FEI.

#### Enseñanza
El hospital cuenta con programas de posgrado. Las siguientes especialidades de Residencia Médica se ofrecen en más de 60 plazas de la prueba SUS-SP que realiza la Fundación Carlos Chagas : Dermatología, Cirugía de cabeza y cuello, Cirugía abdominal, Cirugía general, Cirugía torácica, Cirugía plástica, Cirugía Vascular, Medicina interna, Coloproctología, Gastroenterología, Infectología, Neurocirugía, Patología, Neumología, Radiología y diagnóstico por imagen y Reumatología.
En Odontología se cuenta con Perfeccionamiento Profesional y Especialización en Estomatología con beca FUNDAP.